# Lesenepole
Lesenepole – wieś w Botswanie w dystrykcie Central. Według spisu ludności z 2011 roku wieś liczyła 3048 mieszkańców.